# Praia de Belas
Pour les articles homonymes, voir Belas.

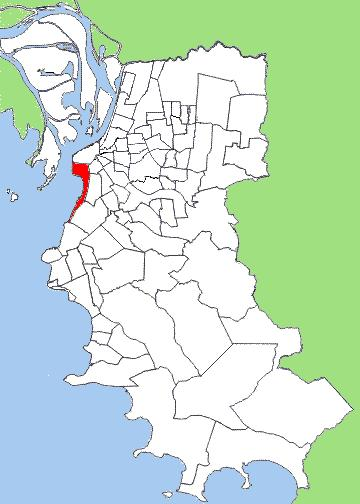
Carte de la ville brésilienne de Porto Alegre, montrant le quartier de Praia de Belas (en rouge).

Praia de Belas est un quartier de la ville brésilienne Porto Alegre, capitale de l'État Rio Grande do Sul. Il a été créé d'après la loi 2022 du 7 décembre 1959. 

## Démographie
- Population : 1 869 (en 2000)[1]
- Superficie : 204 ha
- Densité : 9 hab./km2
- Nombres de maisons : 745

## Galerie

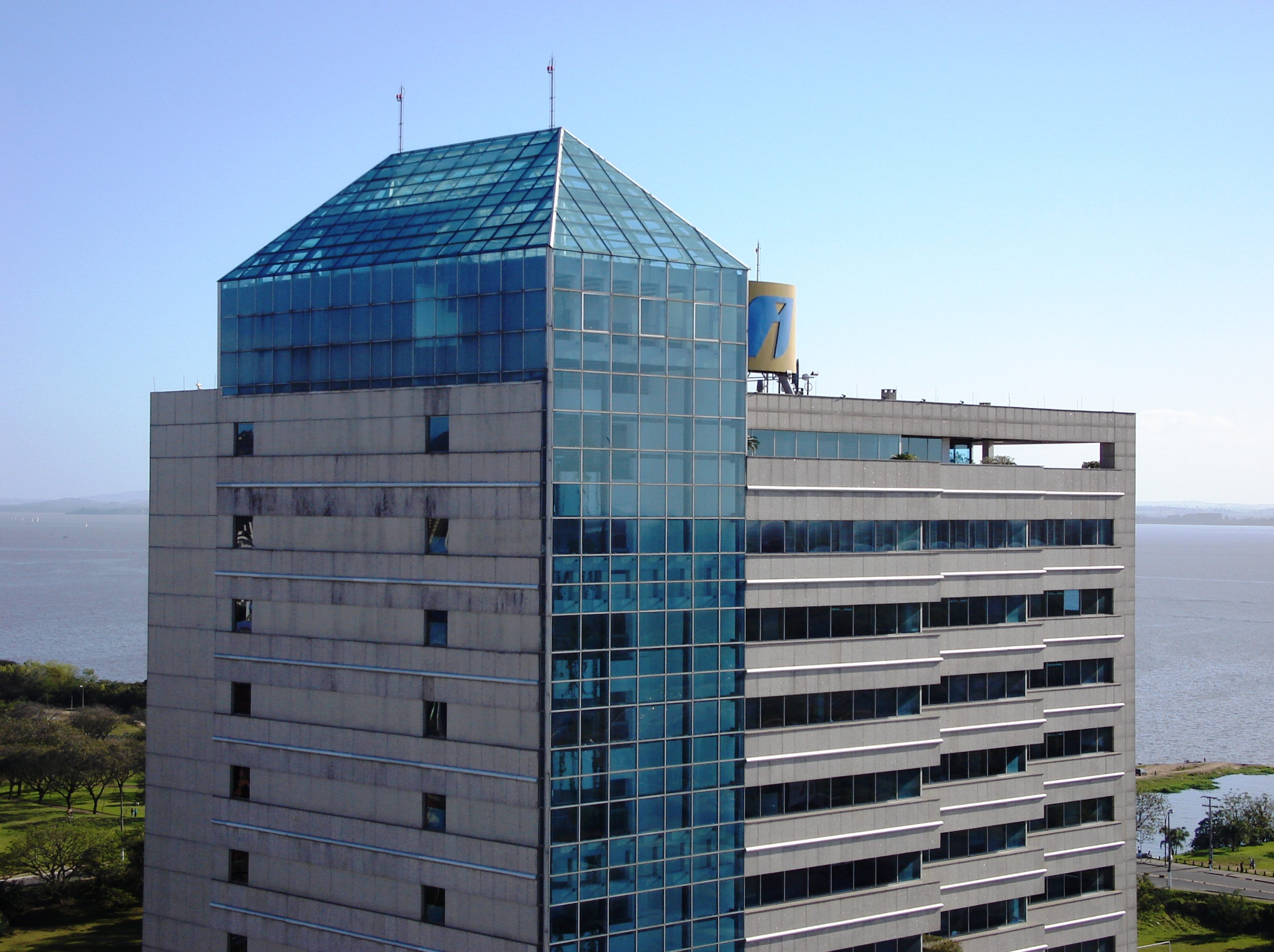
Édifice du siège du groupe Ipiranga
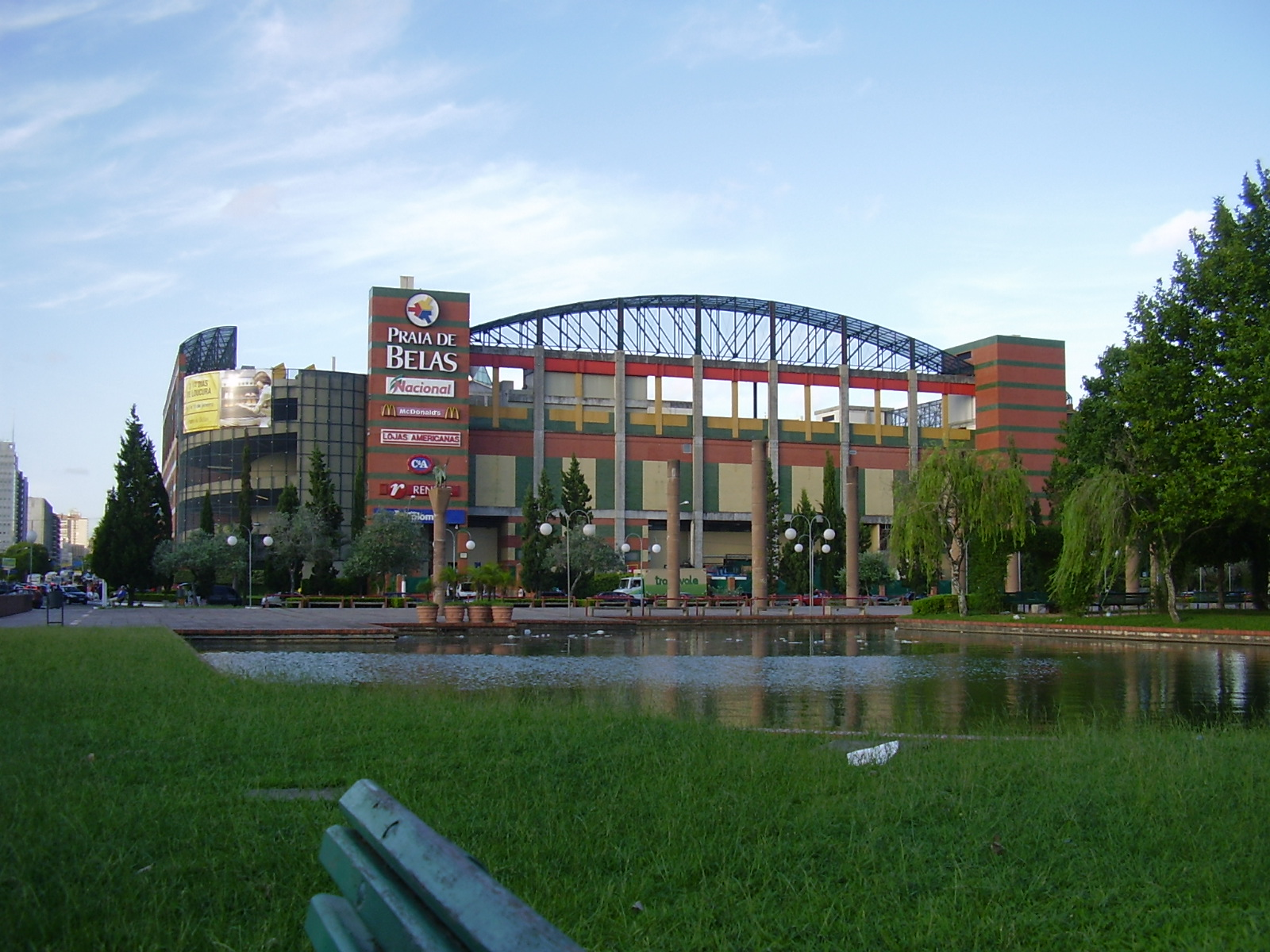
Praia de Belas Shopping
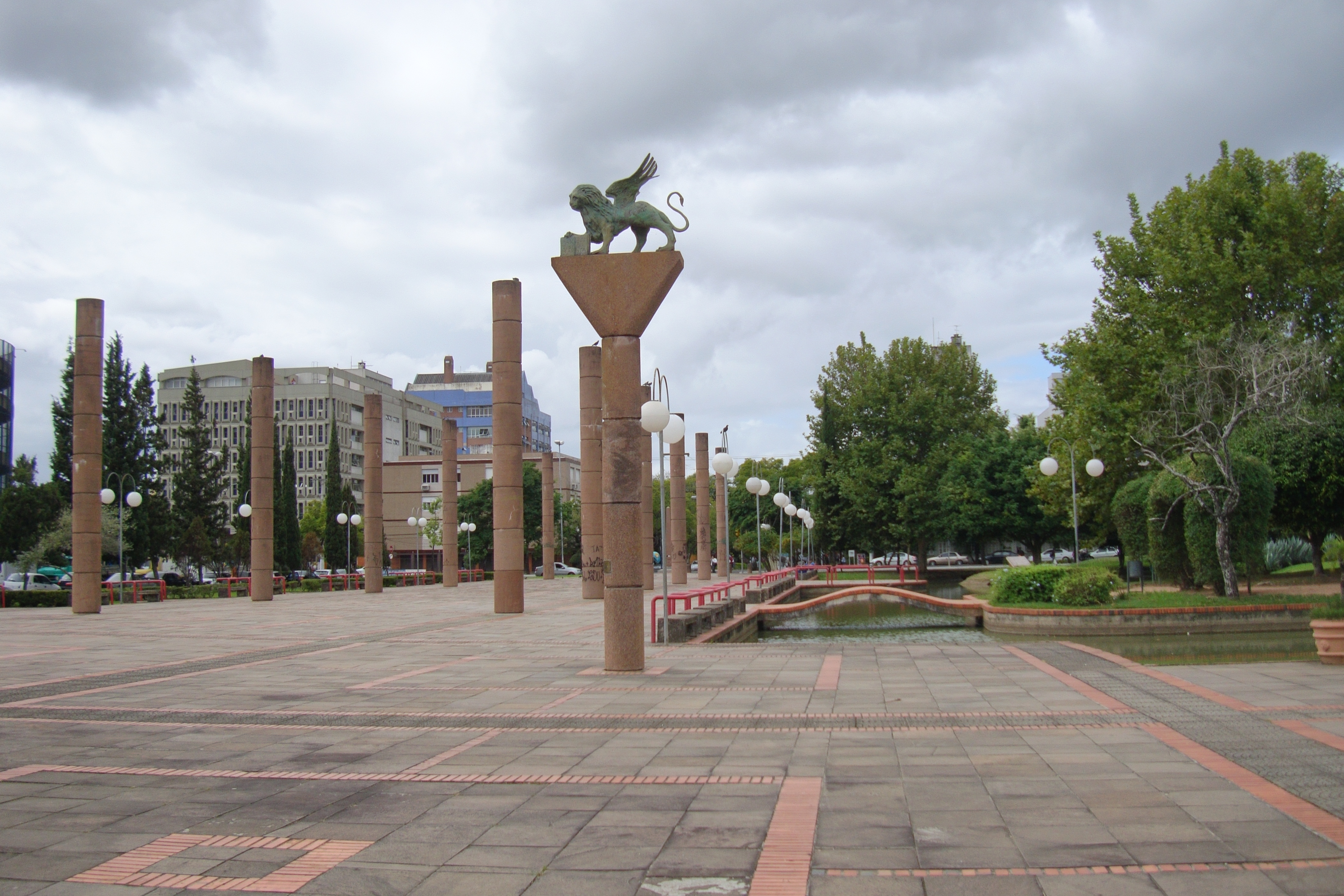
Praça Itália
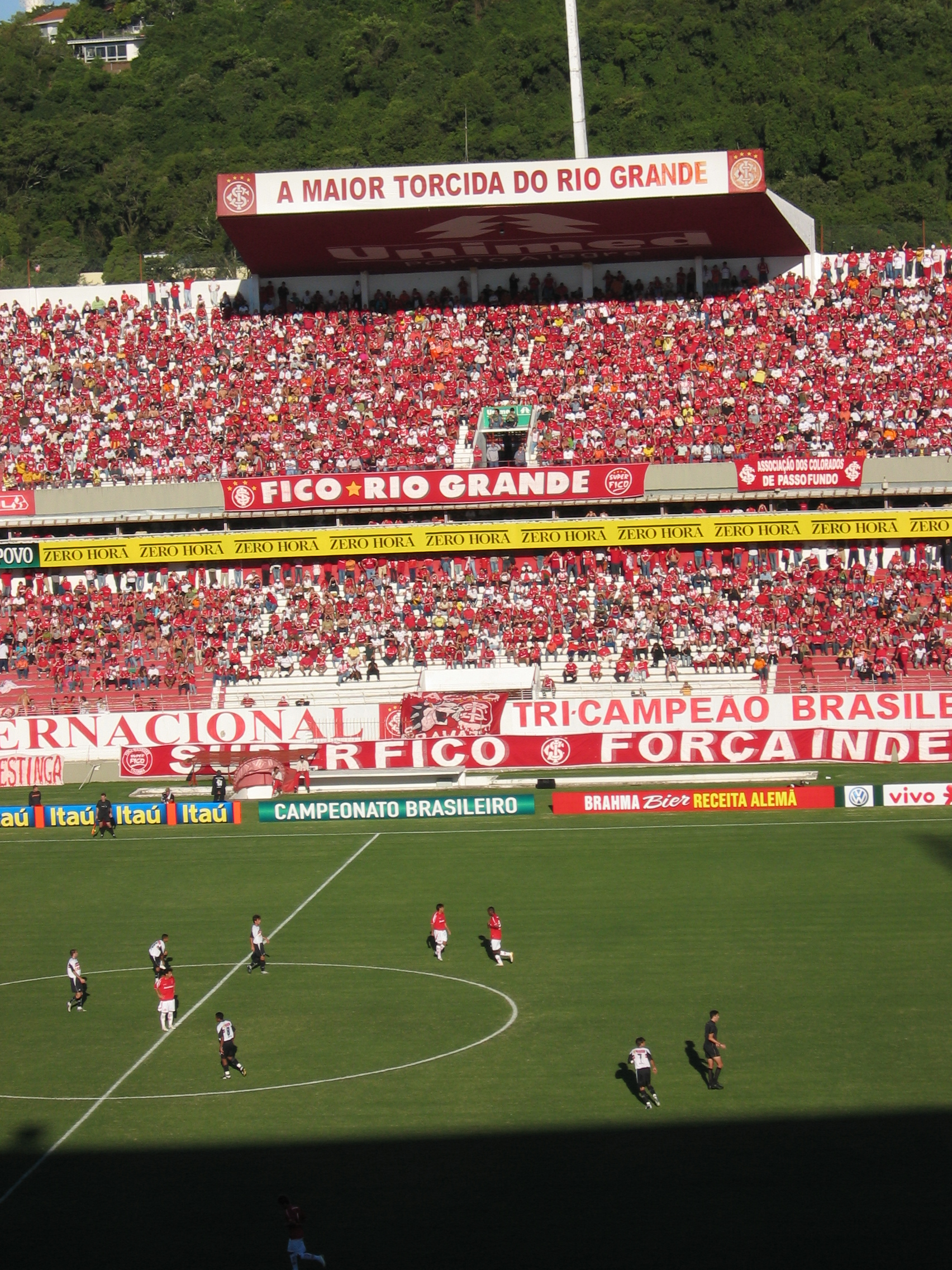
Estádio Beira Rio
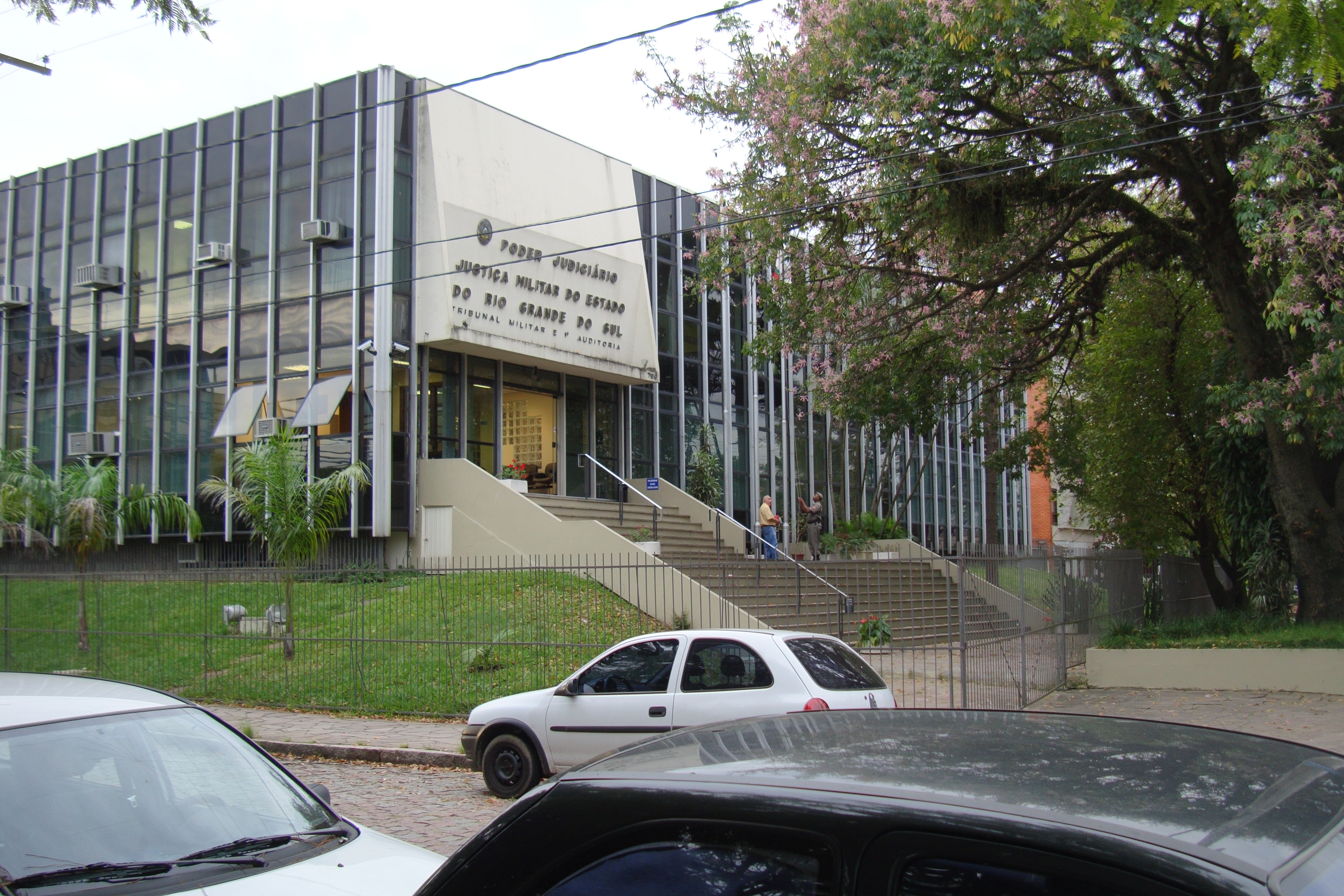
Tribunal de justice militaire de Rio Grande do Sul
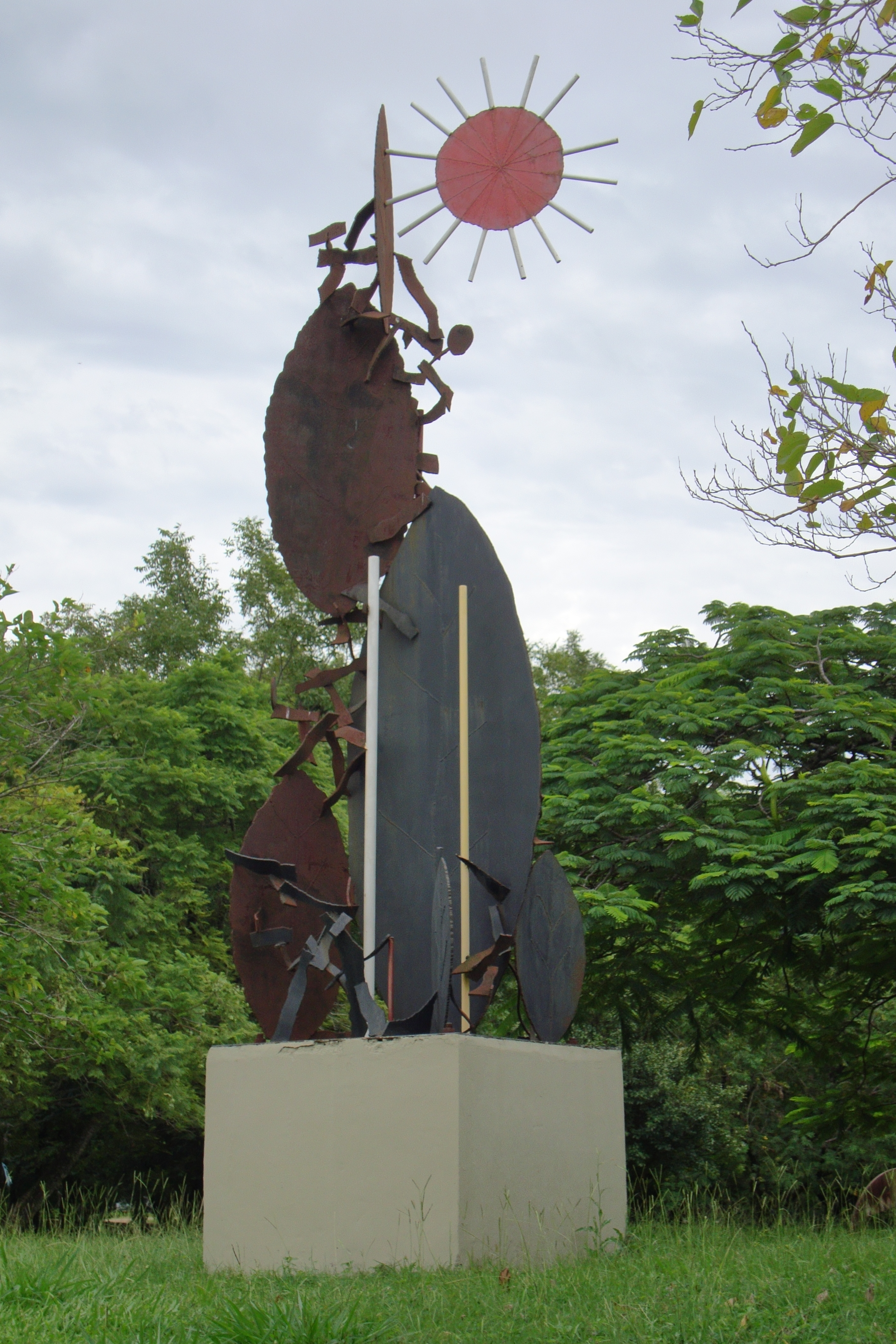
Parc Marinha do Brasil
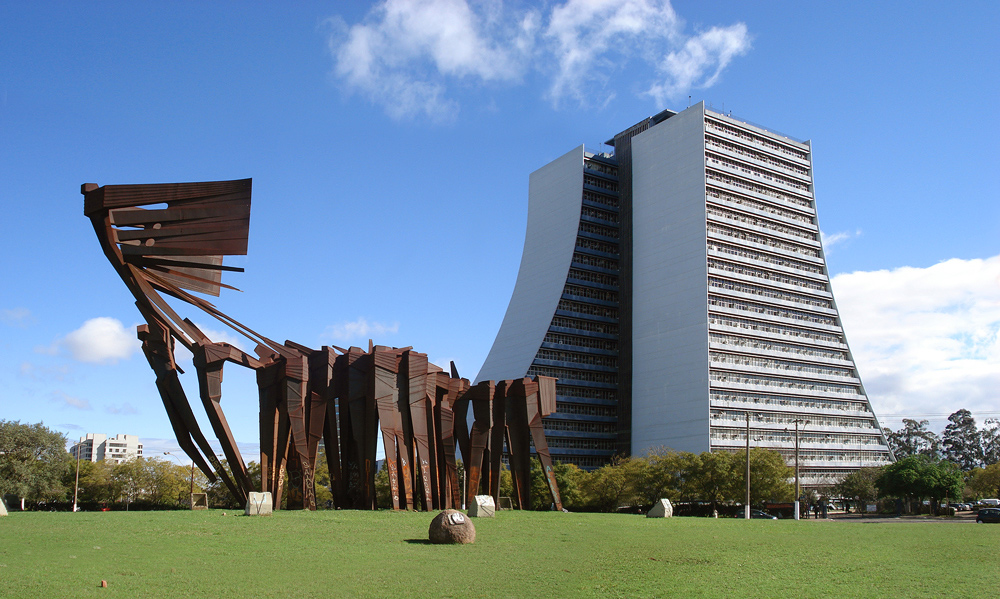
Monument aos Açorianos et le Centre administratif d'État
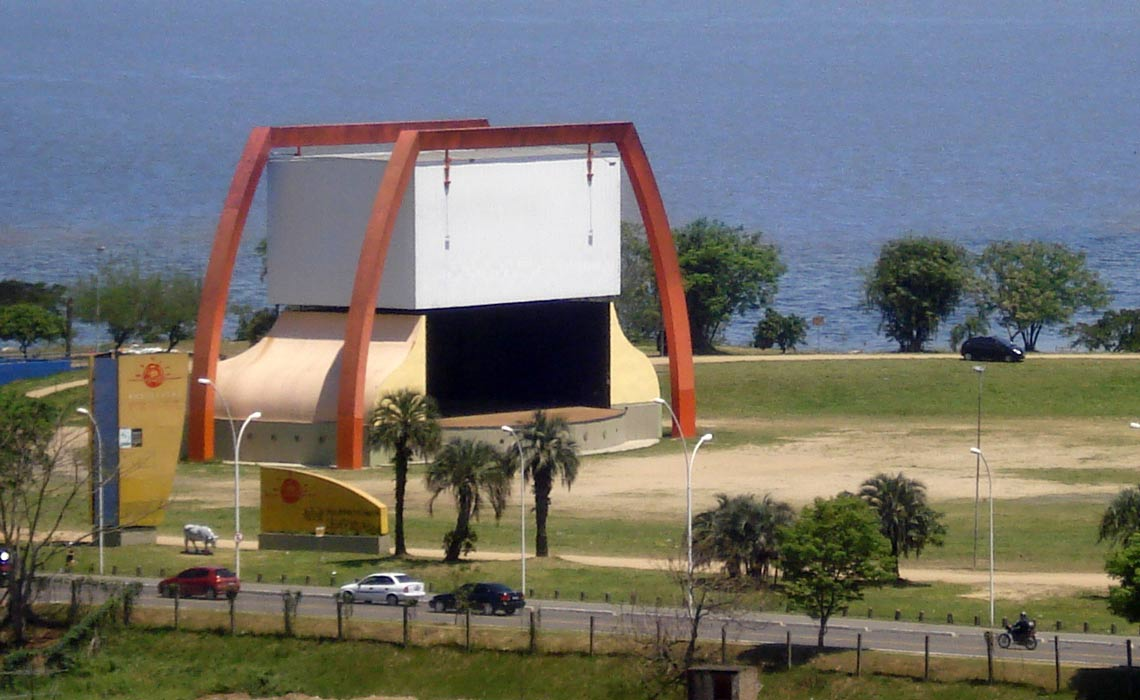
Amphithéâtre Pôr do Sol dans le parc Maurício Sirotski Sobrinho